# Wawrzyniec Brodowski
Wawrzyniec Brodowski herbu Łada (zm. przed 1604 rokiem) – podsędek łomżyński.
Poseł na sejm koronacyjny 1587/1588 roku z województwa mazowieckiego.